# Tidua
 Tidua es un poblado que está situado en el municipio de San Juan Tamazola. Se encuentra a 2167 metros de altitud.

## Población
Según el censo de población de INEGI del 2010: la comunidad cuenta con una población total de 41 habitantes, de los cuales 27 son mujeres y 14 son hombres. Del total de la población 15 personas hablan el mixteco, divididos en 7 hombres y 8 mujeres.

## Ocupación
El total de la población económicamente activa es de 9 habitantes, todos ellos hombres.